# Open de Singapour de tennis de table
Le Grand Smash de Singapour est un tournoi de tennis de table disputé annuellement depuis 2022 et organisé par la WTT. Les Grands Smash sont les tournois les plus prestigieux et les plus difficiles à gagner du circuit internationnal, équivalent des tournois du grand Chelem au tennis.
Le Grand Smash de Singapour est le plus ancien des Grand Smash.
Avant la création du circuit du World Table Tennis en 2021 avait lieu à Singapour l’Open de Singapour ITTF, étape du Pro-tour de tennis de table. Il était alors organisé par la fédération internationale de tennis de table.

## Histoire
- Fan Zhendong remporte les deux premières éditions du Grand Smash.
- En 2024, Felix Lebrun devient le premier Français à atteindre les demi-finales d'un Grand Smash[1], il sera égalé par son frère Alexis Lebrun en 2025[2].

## Palmarès

### Open de Singapour ITTF
| année          | Catégorie | simple messieurs | double messieurs | simple dames    | double dames          | U21 messieurs | U21 dames |
| -------------- | --------- | ---------------- | ---------------- | --------------- | --------------------- | ------------- | --------- |
| 2004 Singapour | Pro Tour  | Wang Liqin       | Zhang Yining     | Chen Qi Ma Lin  | Guo Yue Niu Jianfeng  |               |           |
| 2006 Singapour | Pro Tour  | Ma Lin           | Zhang Yining     | Chen Qi Ma Lin  | Wang Nan Zhang Yining |               |           |
| 2008 Singapour | Pro Tour  | Ma Long          | Li Xiaoxia       | Chen Qi Li Ping | Li Jiawei Sun Beibei  |               |           |

### Série WTT
| Année & Lieu   | Tournoi              | Simple messieurs | Double messieurs                 | Simple dames    | Double dames                   | Double mixte                    |
| -------------- | -------------------- | ---------------- | -------------------------------- | --------------- | ------------------------------ | ------------------------------- |
| 2022 Singapour | Singapore Smash (de) | Fan Zhendong     | Fan Zhendong Wang Chuqin         | Chen Meng       | Wang Manyu Sun Yingsha         | Wang Chuqin Sun Yingsha         |
| 2023 Singapour | Singapore Smash (de) | Fan Zhendong (2) | Fan Zhendong (2) Wang Chuqin (2) | Sun Yingsha     | Wang Manyu (2) Sun Yingsha (2) | Wang Chuqin (2) Sun Yingsha (2) |
| 2024 Singapour | Singapore Smash (de) | Wang Chuqin      | Ma Long Lin Gaoyuan              | Wang Manyu      | Chen Meng Wang Manyu (3)       | Wang Chuqin (3) Sun Yingsha (3) |
| 2025 Singapour | Singapore Smash (de) | Lin Shidong      | Wang Chuqin (3) Lin Shidong      | Sun Yingsha (2) | Wang Manyu (4) Kuai Man        | Lin Shidong Kuai Man            |